# 바이로이드
바이로이드(영어: viroid)는 단백질 외피 없이 짧은 원형 단일가닥 RNA로 이루어진 관다발식물에 감염하는 병원성 물질이다. 200~400개의 염기로 구성되어있으며, 알려진 병원성 물질 중 가장 작은 크기를 가진다. 

## 발견사
1970년대에 바이로이드가 처음 발견되면서 1675년 안토니 판 레이우엔훅('미시성' 미생물)과 1892~1898년 드미트리 이오시포비치 이바노프스키 및 마르티누스 베이제린크(현미시성 바이러스)의 발견 이후 세 번째로 생물권이 크게 확장되었다. 바이로이드의 고유 특징은 국제바이러스분류위원회에서 바이러스 관련 물질의 새로운 목을 창설하는 데 있어 인정받았다.
감자 가락괴경병에서 나온 병원성 인자에서 초기에 분자적 특성이 밝혀져 1971년 메릴랜드주 벨츠빌에 있는 미 농무부연구소의 식물병리학자 테오도르 오토 디너가 이 병원 인자에 '바이로이드'라는 이름을 지었다. 이 바이로이드는 현재 감자 가락괴경 바이로이드로 불리며, PSTVd로 축약해서 부르기도 한다. 감귤류 외피질 바이로이드 (CEVd)는 그 이후 바로 발견되었으며, PSTVd 및 CEVd에 대한 공동 이해로 하여금 바이로이드의 개념을 형성시켰다.

## 특징
바이러스는 단백질 껍질로 덮여 있지만 바이로이드에는 단백질 껍질이 없다. 그러므로 단백질을 암호화할 물질도 없다. 
핵 안쪽이나 엽록체 안에서 바이로이드가 복제된다.
가장 작은 것은 220개의 염기로 구성된 scRNA를 가지는 RYMV이다. 분자 안에서 염기 띠를 형성하여 막대 구조를 형성할 수 있다. 스스로 감염성을 가질 수 있는 바이러스로 알려진 가장 작은 유전체는 크기에서 약 2 킬로베이스이다. 사람에게 감염되는 헤파티티스 D는 바이로이드와 비슷하다.
바이로이드의 RNA는 이제껏 알려진 어떠한 단백질도 합성하지 않는다. 몇몇은 개시 코돈(AUG)조차 거의 가지고 있지 않다. 이 복제 메커니즘은 RNA 폴리메라아제 II와, mRNA 합성과 일반적으로 연관된 효소, 그리고 새로운 RNA 회전 순환(rolling circle) 합성을 수반한다.
바이로이드는 주로 종자와 꽃가루에 의해 전파된다. 처음으로 확인된 바이로이드는 Potato spindle tuber viroid (PSTVd)이다. 33개의 종들이 판명되었다.

## 생태
대부분의 밝혀진 바이로이드들이 피자식물(현화식물) 안에 서식하며, 많은 병을 유발한다. 사람에게 있어서도 농업과 임업 부문에서 경제적인 피해가 폭넓게 일어난다. 최근 초전사체학 (metatranscriptomics)의 연구에 따르면, 바이로이드 및 타 아바이러스 인자의 기주 범위성이 이전에 생각했던 것보다 더 넓으며 식물에만 국한되지 않고, 원핵생물도 감염대상에 포함하는 것으로 보인다.

### 피해 증상
감염된 식물은 생육이 저하된다. 이를테면 왜화 증상(dwarfing) 등 여러 가지 병해가 일어난다.

## 구조
PSTVd 바이로이드의 1차 및 2차 구조는 다음과 같다:
| 1차 구조 |
| 1 CGGAACUAAA CUCGUGGUUC CUGUGGUUCA CACCUGACCU CCUGAGCAGA AAAGAAAAAA 61 GAAGGCGGCU CGGAGGAGCG CUUCAGGGAU CCCCGGGGAA ACCUGGAGCG AACUGGCAAA 121 AAAGGACGGU GGGGAGUGCC CAGCGGCCGA CAGGAGUAAU UCCCGCCGAA ACAGGGUUUU 181 CACCCUUCCU UUCUUCGGGU GUCCUUCCUC GCGCCCGCAG GACCACCCCU CGCCCCCUUU 241 GCGCUGUCGC UUCGGCUACU ACCCGGUGGA AACAACUGAA GCUCCCGAGA ACCGCUUUUU 301 CUCUAUCUUA CUUGCUUCGG GGCGAGGGUG UUUAGCCCUU GGAACCGCAG UUGGUUCCU |
| 2차 구조 |
| |

## 같이 보기
- 바이러스
- 바이러스 분류
- 프리온